# BBC Knowledge
BBC Knowledge – kanał telewizyjny o profilu dokumentalnym należący do spółki BBC Worldwide, komercyjnego skrzydła BBC. Stacja emituje głównie brytyjskie programy dokumentalne, naukowe i historyczne.

## Emisja
BBC Knowledge był brytyjskim kanałem dokumentalnym, jednak w 2002 roku został przeprofilowany i przemianowany na kanał BBC Four.
Marka BBC Knowledge powróciła do użytku w roku 2007, jako nazwa jednego z płatnej grupy kanałów BBC Worldwide, oferowanych na rynkach międzynarodowych m.in. w Polsce, Francji czy Norwegii.
W Polsce kanał zadebiutował 2 grudnia 2007 roku kanału i do 1 lutego 2011 był dostępny na wyłączność na platformie Cyfrowy Polsat. Kanał stanowi część grupy tematycznych kanałów telewizyjnych grupy BBC Worldwide dystrybutowanych na rynkach międzynarodowych. Kanał nadawany jest w pełnej polskiej i angielskiej wersji językowej. Stacja oferuje różnorodne pasma tematyczne, w których nadawane są pasujące do tematu bloku programy.
1 lutego 2015 roku stacje BBC Knowledge i BBC Entertainment zostały zastąpione przez odpowiednio przez kanały BBC Earth i BBC Brit.

## BBC Knowledge HD
BBC Knowledge HD to stacja telewizyjna nadająca w rozdzielczości High Definition od 1 lutego 2011 roku. Kanał nadawał od początku istnienia taką samą ramówkę co BBC Knowledge. 1 lutego 2015 roku został zastąpiony przez BBC Earth HD.

## Wybrane programy BBC Knowledge
- Góry
- Muzeum Życia
- Najwspanialsze Miasto
- Ochroniarz Churcilla
- Ostatni Sekret Goeringa
- Plemię
- Pompeje - Dzień Ostatni
- Potęga Przyrody
- Requiem dla Detroit?
- Słynne Zamachy
- Szef jak Szpieg
- Teraz Chiny!
- Top Gear
- Twórcy Historii
- W 80 Transakcji Dookoła Świata
- Zachodnia Cywilizacja - czy to już koniec?